# سیارک ۱۲۴۵

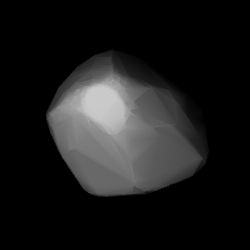
مدل سه‌بُعدی سیارک ۱۲۴۵ بر طبق منحنی نور آن

سیارک ۱۲۴۵ (به انگلیسی: 1245 Calvinia، نامگذاری:1932KF) هزار و دویست و چهل و پنجمین سیارک کشف شده‌است که در ۲۶ مه ۱۹۳۲ کشف شد.
قدر مطلق سیارک برابر ۹٫۸۹ است.